# Tourville-sur-Arques
Tourville-sur-Arques település Franciaországban, Seine-Maritime megyében. Lakosainak száma 1190 fő (2022. január 1.). Tourville-sur-Arques Anneville-sur-Scie, Arques-la-Bataille, Aubermesnil-Beaumais, Offranville, Saint-Aubin-sur-Scie és Sauqueville községekkel határos.

## Népesség
A település népessége az elmúlt években az alábbi módon változott:
| Lakosok száma | 1232 | 1269 | 1291 | 1234 | 1216 | 1211 | 1200 | 1193 | 1190 |
|               | 2013 | 2015 | 2016 | 2017 | 2018 | 2019 | 2020 | 2021 | 2022 |